# Thomas Bimis
Thomas Bimis (in greco Θωμάς Μπίμης?; Atene, 11 giugno 1975) è un ex tuffatore greco.
Ha partecipato a due edizioni dei giochi olimpici (2000 e 2004) conquistando la medaglia d'oro ad Atene 2004.

## Palmarès
Olimpiadi
- 1 medaglia:
  - 1 oro (trampolino 3 metri sincro a Atene 2004)